# ملف في الآداب (فلم)
ملف في الآداب هو فيلم مصري عرض عام 1986، بطولة فريد شوقي ومديحة كامل وصلاح السعدني وأحمد بدير، من تأليف وحيد حامد ومن إخراج عاطف الطيب.

## قصة الفيلم
يصدم سعيد الضابط بشرطة الآداب في بدء خدمته بقرار رئيسه بحفظ التحقيق في قضية علية هانم لصلتها بالمسئولين ويتحول إلى شخص جامد المشاعر. وعندما يدلي المرشد سيد للضابط بمعلومات تفيد أن بعض العاملات يترددن على شقة ويمارسن الهوى، يحاول بكل السبل الممكنة إثبات التهمة عليهم ولو بالزور.

## طاقم التمثيل
- فريد شوقي: (رشاد)
- مديحة كامل: (مديحة)
- صلاح السعدني: (المقدم سعيد أبو الهدى)
- أحمد بدير: (كمال)
- وحيد سيف: (سيد النونو)
- توفيق الدقن: (وصفي)
- علي الغندور: (المحامي)
- ألفت إمام: (عايدة)
- سلوى عثمان: (رجاء)
- شوقي شامخ: (شريف)
- زكريا موافي: (أبو السعود)
- محمود العراقي: (مدكور)
- سعيد طرابيك: (القاضي)
- ناصر سيف: (الضابط هشام)
- شفيق الشايب: (مسؤول كبير بالداخلية)
- أحمد صيام: (الصحفي محسن)
- يوسف داود: (الطبيب)
- رأفت راجي: (عزت)
- تغريد البشبيشي: (علية المريوطي)
- لويس يوسف
- عبد الجواد متولي: (رئيس مباحث الآداب)
- صالح العويل: (سائق التاكسي)
- حلمي الغمراوي: (مُخبر بالمباحث)
- صباح شحاتة: (من الحضور بالمحكمة)

## فريق العمل
- إخراج: عاطف الطيب
- تأليف: وحيد حامد
- مدير التصوير: سعيد شيمي
- مونتاج: نادية شكري
- موسيقى تصويرية: عمار الشريعي
- إنتاج: أبيدوس فيلم، أفلام وحيد حامد
- توزيع داخلي: دولار فيلم
- توزيع خارجي: سبوت 2000 للإنتاج السينمائي (صفوت غطاس)